# Liste der Einträge in das National Register of Historic Places im Los Alamos County
Diese Liste der Einträge im National Register of Historic Places im Los Alamos County enthält alle im Los Alamos County, New Mexico in das National Register of Historic Places eingetragenen Gebäude, Bauwerke, Objekte, Stätten oder historischen Distrikte.
Diese Liste entspricht dem Bearbeitungsstand des National Park Service/National Register of Historic Places vom 18. Oktober 2024.

## Legende
| NRHP | Historic Place                      |
| NHLD | National Historic Landmark District |
| HD   | National Historic District          |

## Aktuelle Einträge
| [ 2 ] | Name                                             | Bild                  | Eintragsdatum                 | Lage | Ort                         | Beschreibung |
| ----- | ------------------------------------------------ | --------------------- | ----------------------------- | --- | --------------------------- | ------------ |
| 1     | Bandelier CCC Historic District                  | weitere Bilder        | 28. Mai 1987 ID-Nr. 87001452  | in der Nähe der New Mexico State Road 4 35° 46′ 50″ N, 106° 16′ 3″ W                                                                    | Bandelier National Monument |              |
| 2     | Bandelier National Monument                      | weitere Bilder        | 15. Okt. 1966 ID-Nr. 66000042 | südlich von Los Alamos an der New Mexico State Road 4 35° 46′ 32″ N, 106° 19′ 6″ W                                                      | Los Alamos                  |              |
| 3     | Bayo Road                                        |                       | 7. Nov. 2003 ID-Nr. 03001141  | zwischen dem Diamond Drive und der San Ildefonso Road 35° 53′ 58″ N, 106° 17′ 51″ W                                                     | Los Alamos                  |              |
| 4     | Chupaderos Canyon Small Structural Site          |                       | 7. Nov. 1990 ID-Nr. 90001585  | Adresse nicht veröffentlicht | Española                    |              |
| 5     | Chupaderos Mesa Village                          |                       | 7. Nov. 1990 ID-Nr. 90001583  | Adresse nicht veröffentlicht | Espanola                    |              |
| 6     | Grant Road                                       |                       | 14. Jan. 2004 ID-Nr. 03001409 | an der Straßenkreuzung vom Diamond Drive und der San Ildefonso Road, in der Nähe des Guaje Pines Cemetery 35° 53′ 57″ N, 106° 17′ 54″ W | Los Alamos                  |              |
| 7     | Guaja Water/Soil Control Site                    |                       | 7. Nov. 1990 ID-Nr. 90001582  | Adresse nicht veröffentlicht | Espanola                    |              |
| 8     | Guaje Site                                       |                       | 7. Dez. 1982 ID-Nr. 82001049  | Adresse nicht veröffentlicht | Los Alamos                  |              |
| 9     | Los Alamos Scientific Laboratory                 | weitere Bilder        | 15. Okt. 1966 ID-Nr. 66000893 | Central Avenue 35° 52′ 54″ N, 106° 17′ 53,9″ W                                                                                          | Los Alamos                  |              |
| 10    | Lujan Road                                       |                       | 12. Jan. 2005 ID-Nr. 04001478 | nordöstlich der Straßenkreuzung vom Diamond Drive und der San Ildefonso Road 35° 53′ 49″ N, 106° 16′ 52″ W                              | Los Alamos                  |              |
| 11    | Pajarito Springs Site                            | Pajarito Springs Site | 6. Dez. 1982 ID-Nr. 82001050  | Adresse nicht veröffentlicht | White Rock                  |              |
| 12    | United States Post Office-Los Alamos, New Mexico | weitere Bilder        | 3. Aug. 2015 ID-Nr. 15000493  | 199 Central Park Square 35° 52′ 54,1″ N, 106° 18′ 3,6″ W                                                                                | Los Alamos                  |              |
| 13    | White Rock Canyon                                | White Rock Canyon     | 18. Mai 1990 ID-Nr. 90000717  | nördlich von White Rock 35° 49′ 39″ N, 106° 12′ 5,2″ W                                                                                  | White Rock                  |              |